# Elisabeth Aspe
Elisabeth Aspe (ur. 15 grudnia 1860 r. w Parnawie, zm. 25 sierpnia 1927 r. tamże) – estońska pisarka.

## Życiorys
Urodziła się jako ósme z jedenaściorga dzieci Maddisa Aspego (1820–1889) i jego żony Mari (1822–1888). W latach 1871–1878 uczęszczała do szkoły dla dziewcząt w Pärnu. W 1891 przeniosła się do Petersburga, gdzie pracowała w podmiejskim zakładzie dla dzieci upośledzonych umysłowo. W 1892 wróciła do rodzinnego miasta, by zająć się wychowaniem dzieci – swoich oraz zmarłej siostry.
Jej ojcem chrzestnym był estoński publicysta Johann Voldemar Jannsen. Matką chrzestną pisarki była poetka Elise Aun, z którą prowadziła przerywaną korespondencję w latach 1892–1926, przechowywaną w Muzeum Literatury Estońskiej.
Debiutowała opowiadaniem Enne ukse lukutamist, które w 1881 r. opublikowała w Eesti Postimees, prezentując w tekście negatywny stosunek do migracji Estończyków do Rosji. Kolejne opowiadania ukazywały się w czasopismach, w tym także to pt. Kasuõde opublikowane w Olevik w 1887 r., nawołujące do troski o swoją tożsamość narodową i nie imitowanie kultury niemieckiej. W 1888 r. ukazało się „Ennossaare Ain”, gdzie poprzez postać estońskiego naukowca i emigranta w Moskwie, autorka pokazała rolę przynależności narodowej w życiu człowieka. Z kolei „Meremehe mõrsja” (1890) i „Anna Dorothea”' (1891) skupiają się na miłości. Tworzyła też literaturę dziecięcą, nowele i literaturę wspomnieniową. Jej pisarstwo należy do prozy realistycznej.
W 1892 wyszła za mąż za Heinricha Nieländera (1845–1903). Para miała dwóch synów (jeden z nich zmarł na gruźlicę) i córkę.

## Twórczość
- 1881 „Enne ukse lukutamist”
- 1887 „Kasuõde” (w czasopiśmie Olevik, a następnie jako książka w 1913 r.)
- 1888 „Ennossaare Ain” (w Olevik, jako książka w 1910 r.)
- 1890 „Meremehe mõrsja” (w dodatku do Postimees)
- 1891 „Anna Dorothea”' (w Olevik, jako książka w 1927 r.)[2]